# Gabriel Madrid Orúe
Gabriel Antonio Madrid Orúe (Sullana, 6 de noviembre de 1975), popularmente conocido como Gamo, es un médico y político peruano. Fue alcalde del distrito de Tambogrande durante el periodo 2015-2018 y actualmente ocupa el puesto de alcalde de Piura para el periodo 2023-2026, sucediendo a Juan José Díaz Dios.

## Biografía
Nació en Sullana, distrito de la provincia de Piura, en el departamento homónimo. Estudió medicina en la facultad de Ciencias de la Salud de la Universidad de Guayaquil, de la cual se graduó como bachiller. Posteriormente, realizó una maestría en Salud Pública, con especialidad en: Gerencia en Salud, y un doctorado en la facultad de medicina de la Universidad Nacional de Piura, alcanzando el grado de Doctor en ciencias de la salud.

## Trayectoria política
En 2014, fue elegido alcalde del distrito de Tambogrande para el periodo 2015-2018, en su tercera postulación.
Madrid es fundador de la Organización Política Unidad Regional, desde el 2017 hasta la actualidad, partido del cual fue presidente durante el periodo 2017-2021 y con el que postuló a la alcaldía de Piura, ganando la elección de 2022 para el periodo 2023-2026.